# Libéria az 1996. évi nyári olimpiai játékokon
Libéria az egyesült államokbeli Atlantában megrendezett 1996. évi nyári olimpiai játékok egyik részt vevő nemzete volt. Az országot az olimpián 1 sportágban 5 sportoló képviselte, akik érmet nem szereztek.

## Atlétika
Férfi
| Versenyszám   | Előfutam | Előfutam | Előfutam | Negyeddöntő | Negyeddöntő | Negyeddöntő | Elődöntő | Elődöntő | Elődöntő | Döntő   | Döntő    |         |
| Versenyszám   | Idő      | Hely.    | Össz.    | Idő         | Hely.       | Össz.       | Idő      | Hely.    | Össz.    | Idő     | Helyezés |         |
| ------------- | -------- | -------- | -------- | ----------- | ----------- | ----------- | -------- | -------- | -------- | ------- | -------- | ------- |
| Robert Dennis | 100 m    | 10,65    | 6.       | 72.*        | kiesett     | kiesett     | kiesett  | kiesett  | kiesett  | kiesett | kiesett  | kiesett |
| Sayon Cooper  | 100 m    | 10,58    | 7.       | 66.**       | kiesett     | kiesett     | kiesett  | kiesett  | kiesett  | kiesett | kiesett  | kiesett |

Női
| Versenyszám       | Előfutam | Előfutam | Előfutam | Negyeddöntő | Negyeddöntő | Negyeddöntő | Elődöntő | Elődöntő | Elődöntő | Döntő   | Döntő    |         |
| Versenyszám       | Idő      | Hely.    | Össz.    | Idő         | Hely.       | Össz.       | Idő      | Hely.    | Össz.    | Idő     | Helyezés |         |
| ----------------- | -------- | -------- | -------- | ----------- | ----------- | ----------- | -------- | -------- | -------- | ------- | -------- | ------- |
| Grace Ann Dinkins | 400 m    | 51,83    | 3.       | 13.         | 52,53       | 7.          | 28.      | kiesett  | kiesett  | kiesett | kiesett  | kiesett |

* - egy másik versenyzővel azonos eredményt ért el

** - két másik versenyzővel azonos eredményt ért el